# Villa Vicentina
Villa Vicentina (friülà Vile Visintine) és un municipi italià, dins de la província d'Udine. L'any 2007 tenia 1.403 habitants. Limita amb els municipis d'Aquileia, Cervignano del Friuli, Fiumicello, Ruda i Terzo d'Aquileia.
Fins al 1466 el poble es deia Camarcio, quan canvià de nom després d'establir-s'hi una família noble d'origen vicentina al marc de la defensa contra l'Imperi Otomà.

## Administració
| Període | Identitat              | Partit        |
| ------- | ---------------------- | ------------- |
| 2004-   | Mario Romolo Pischedda | Llista cívica |